# Landtagswahlkreis Vorpommern-Rügen III – Stralsund I
Der Landtagswahlkreis Vorpommern-Rügen III – Stralsund I (bis 2015: Nordvorpommern III/Stralsund I) ist ein Landtagswahlkreis in Mecklenburg-Vorpommern. Er umfasst vom Landkreis Vorpommern-Rügen die Ämter Altenpleen, Barth und Niepars sowie von der Hansestadt Stralsund die Stadtgebiete Knieper Nord und Knieper West.

## Wahl 2021
Bei der Landtagswahl in Mecklenburg-Vorpommern 2021 kam es zu folgenden Ergebnissen:
| Partei               | Direktkandidaten     | Erststimmen      | Zweitstimmen     |
| -------------------- | -------------------- | ---------------- | ---------------- |
| SPD                  | Thomas Würdisch      | 31,4 %           | 38,0 %           |
| AfD                  | Dirk Lerche          | 22,3 %           | 20,7 %           |
| CDU                  | Susanna Masur        | 17,5 %           | 14,2 %           |
| DIE LINKE            | Olga Fot             | 10,4 %           | 8,9 %            |
| GRÜNE                | Conrad Busse         | 4,9 %            | 4,3 %            |
| FDP                  | Kay Alexander Wenzel | 6,0 %            | 5,4 %            |
| NPD                  | –                    | –                | 0,6 %            |
| Tierschutzpartei     | Anke Wichmann        | 3,6 %            | 2,4 %            |
| Freier Horizont      | –                    | –                | 0,2 %            |
| Die PARTEI           | –                    | –                | 0,7 %            |
| FREIE WÄHLER         | Frank Ziller         | 2,0 %            | 1,2 %            |
| PIRATEN              | –                    | –                | 0,4 %            |
| DKP                  | –                    | –                | 0,1 %            |
| Bündnis C            | –                    | –                | 0,1 %            |
| Tierschutz hier!     | –                    | –                | 0,2 %            |
| dieBasis             | Sabine Langer        | 2,0 %            | 1,7 %            |
| DiB                  | –                    | –                | 0,1 %            |
| FPA                  | –                    | –                | 0,0 %            |
| LKR                  | –                    | –                | 0,0 %            |
| ÖDP                  | –                    | –                | 0,1 %            |
| Die Humanisten       | –                    | –                | 0,1 %            |
| Gesundheitsforschung | –                    | –                | 0,3 %            |
| Team Todenhöfer      | –                    | –                | 0,2 %            |
| UNABHÄNGIGE          | –                    | –                | 0,2 %            |
| Wahlberechtigte      | 41.983 Einwohner     | 41.983 Einwohner | 41.983 Einwohner |
| Wahlbeteiligung      | 67,7 %               | 67,7 %           | 67,7 %           |

## Wahl 2016
Bei der Landtagswahl in Mecklenburg-Vorpommern 2016 kam es zu folgenden Ergebnissen:
| Partei           | Direktkandidaten       | Erststimmen      | Zweitstimmen     |
| ---------------- | ---------------------- | ---------------- | ---------------- |
| SPD              | Thomas Würdisch        | 23,6 %           | 27,3 %           |
| CDU              | Dietmar Eifler         | 26,7 %           | 21,0 %           |
| DIE LINKE        | Maria Quintana Schmidt | 14,8 %           | 11,9 %           |
| GRÜNE            | Adolf Gröger           | 4,2 %            | 3,8 %            |
| NPD              | –                      | –                | 3,2 %            |
| FDP              | Peter Hermstedt        | 4,4 %            | 2,8 %            |
| PIRATEN          | –                      | –                | 0,5 %            |
| FAMILIE          | –                      | –                | 1,1 %            |
| FREIE WÄHLER     | –                      | –                | 0,3 %            |
| Die PARTEI       | –                      | –                | 0,5 %            |
| Die Achtsamen    | –                      | –                | 0,3 %            |
| ALFA             | –                      | –                | 0,4 %            |
| AfD              | Ralf Borschke          | 26,2 %           | 24,7 %           |
| Bündnis C        | –                      | –                | 0,1 %            |
| DKP              | –                      | –                | 0,2 %            |
| Freier Horizont  | –                      | –                | 0,6 %            |
| Tierschutzpartei | –                      | –                | 1,2 %            |
| Wahlberechtigte  | 42.578 Einwohner       | 42.578 Einwohner | 42.578 Einwohner |
| Wahlbeteiligung  | 57,9 %                 | 57,9 %           | 57,9 %           |

## Wahl 2011
Bei der Landtagswahl in Mecklenburg-Vorpommern 2011 gab es folgende Ergebnisse:
| Partei          | Direktkandidat        | Erststimmen     | Zweitstimmen    |
| --------------- | --------------------- | --------------- | --------------- |
| SPD             | Uwe Tiemann           | 26,3 %          | 31,4 %          |
| CDU             | Dietmar Eifler        | 33,7 %          | 29,1 %          |
| DIE LINKE       | Marianne Linke        | 21,6 %          | 19,4 %          |
| NPD             | Karsten Münchow       | 6,0 %           | 6,1 %           |
| GRÜNE           | Angelika Bückner      | 5,4 %           | 5,9 %           |
| FDP             | Dirk Leistner         | 3,7 %           | 2,5 %           |
| FAMILIE         |                       |                 | 1,8 %           |
| PIRATEN         |                       |                 | 1,6 %           |
| FREIE WÄHLER    | Paul Raffel           | 1,8 %           | 1,2 %           |
| Die PARTEI      |                       |                 | 0,3 %           |
| AB              |                       |                 | 0,2 %           |
| APD             |                       |                 | 0,1 %           |
| REP             |                       |                 | 0,1 %           |
| AUF             |                       |                 | 0,1 %           |
| ödp             |                       |                 | 0,1 %           |
| PBC             |                       |                 | 0,1 %           |
| Einzelbewerber  | Hans-Jürgen Fritzsche | 1,3 %           |                 |
| Wahlberechtigte | 44460 Einwohner       | 44460 Einwohner | 44460 Einwohner |
| Wahlbeteiligung | 48,7 %                | 48,7 %          | 48,7 %          |

## Wahl 2006
Bei der Landtagswahl in Mecklenburg-Vorpommern 2006 gab es folgende Ergebnisse:
| Partei          | Direktkandidat        | Erststimmen     | Zweitstimmen    |
| --------------- | --------------------- | --------------- | --------------- |
| CDU             | Mathias Löttge        | 37,1 %          | 32,5 %          |
| SPD             | Holger Friedrich      | 25,8 %          | 28,0 %          |
| PDS             | Henning Hagen         | 19,3 %          | 17,8 %          |
| FDP             | Hans-Jürgen Rochnia   | 8,2 %           | 8,9 %           |
| NPD             | Rolaf Gorgs           | 6,7 %           | 6,8 %           |
| GRÜNE           | Christopher Kerkovius | 2,8 %           | 2,2 %           |
| FAMILIE         |                       |                 | 1,6 %           |
| GRAUE           |                       |                 | 0,5 %           |
| WASG            |                       |                 | 0,5 %           |
| Deutschland     |                       |                 | 0,4 %           |
| AGFG            |                       |                 | 0,3 %           |
| Bündnis für M-V |                       |                 | 0,2 %           |
| AB              |                       |                 | 0,1 %           |
| PBC             |                       |                 | 0,1 %           |
| APD             |                       |                 | 0,1 %           |
| Offensive D     |                       |                 | 0,0 %           |
| Wahlberechtigte | 46726 Einwohner       | 46726 Einwohner | 46726 Einwohner |
| Wahlbeteiligung | 56,0 %                | 56,0 %          | 56,0 %          |

## Wahl 2002
Bei der Landtagswahl in Mecklenburg-Vorpommern 2002 gab es folgende Ergebnisse:
| Partei          | Direktkandidat     | Erststimmen     | Zweitstimmen    |
| --------------- | ------------------ | --------------- | --------------- |
| SPD             | Holger Friedrich   | 36,1 %          | 38,0 %          |
| CDU             | Jörg Haamann       | 32,9 %          | 35,3 %          |
| PDS             | Jürgen Oschmann    | 17,0 %          | 16,1 %          |
| FDP             | Elisabeth Seipel   | 4,6 %           | 4,2 %           |
| GRÜNE           |                    |                 | 1,9 %           |
| Schill          | Dietmar Christlieb | 1,7 %           | 1,9 %           |
| NPD             | Karsten Münchow    | 1,1 %           | 1,0 %           |
| SPASSPARTEI     |                    |                 | 0,5 %           |
| Bürgerpartei MV |                    |                 | 0,3 %           |
| REP             |                    |                 | 0,2 %           |
| GRAUE           |                    |                 | 0,2 %           |
| V.P.M.V.        |                    |                 | 0,2 %           |
| PBC             |                    |                 | 0,1 %           |
| SLP             |                    |                 | 0,0 %           |
| Einzelbewerber  | Henning Heyden     | 3,8 %           |                 |
| Einzelbewerber  | Thomas Nitz        | 2,8 %           |                 |
| Wahlberechtigte | 45007 Einwohner    | 45007 Einwohner | 45007 Einwohner |
| Wahlbeteiligung | 69,3 %             | 69,3 %          | 69,3 %          |

## Bisherige Abgeordnete
Direkt gewählte Abgeordnete des Wahlkreises waren:
| Jahr | Name             | Partei | Anteil der Erststimmen |
| ---- | ---------------- | ------ | ---------------------- |
| 2021 | Thomas Würdisch  | SPD    | 31,4 %                 |
| 2016 | Dietmar Eifler   | CDU    | 26,7 %                 |
| 2011 | Dietmar Eifler   | CDU    | 33,7 %                 |
| 2006 | Mathias Löttge   | CDU    | 37,1 %                 |
| 2002 | Holger Friedrich | SPD    | 36,1 %                 |